# Kathryn Yusoff
Kathryn Yusoff (* 20. Jahrhundert) ist eine Geographin und seit September 2013 Professorin für Inhuman Geography an der School of Geography, Queen Mary University of London. In ihrer Arbeit beschäftigt sie sich mit geosozialen Formationen im Anthropozän.

## Leben
Kathryn Yusoff machte ihren Bachelor an der Northumbria University und schloss ihr Masterstudium an der Bath Spa University ab. 2005 wurde sie an der Royal Holloway University of London in Geographie mit der Arbeit „Arresting visions: a geographical theory of Antarctic light“ promoviert. Vor ihrer Tätigkeit an der Queen Mary University of London war sie unter anderem Dozentin an der Lancaster University sowie der University of Exeter.
Von Oktober bis Dezember 2017 war sie IAS Fellow bei der St Cuthbert’s Society, Durham University. Von Dezember 2019 bis Februar 2020 war sie Senior Fellow am IKKM in Weimar, wo sie am Forschungsprojekt „Geologien der Rasse“ forschte.

## Forschung
In ihrem Buch A Billion Black Anthropocenes or None beschäftigt sich Yusoff mit Fragen der kritischen Geschichtsschreibung und Ursprungserzählungen in Bezug auf das Anthropozän. Dabei konfrontiert sie Annahmen der Geologie mit Analysen der Critical Race Theory und zeigt die meist koloniale Verfasstheit geologischen Wissens auf. Sie bezieht sich dabei auf feministisch-dekoloniale Autorinnen wie beispielsweise Sylvia Wynter, Denise Ferreira da Silva und Frantz Fanon.
Derzeit arbeitet sie an einem Buch zu „Geologic Life“, in dem sie sich mit der Geologie von Rassismus während des Kolonialismus sowie seinen Nachwirkungen in den Diskussionen um das Anthropozän beschäftigt.

## Publikationen (Auswahl)

### Monografien
- A Billion Black Anthropocenes or None. University of Minnesota Press, 2019, ISBN 978-1-5179-0753-2.
- Geologic Life: Inhuman Intimacies and the Geophysics of Race. Duke University Press, 2024, ISBN 978-1478030300.

### Artikel
- „Nuklearer Kolonialismus, tief in den Knochen steckend“, in: Technosphäre, hrsg. v. Katrin Klingan u. Christoph Rosol, Matthes & Seitz, 2019, ISBN 978-3-95757-415-2.
- „White Utopia/Black Inferno: Life on a Geologic Spike“, in: e-flux, Issue #97, 2019.
- „Geologic Realism: On the Beach of Geologic Time“, in: Social Text, 37/1, 2019, 1–26.
- Mit Myra J. Hird: „Lines of shite: microbial-mineral chatter in the Anthropocene“, in: Posthuman Ecologies. Complexity and Process After Deleuze, hrsg. v. Rosi Braidotti u. Simone Bignall, Rowan & Littlefield, 2019.
- „The Anthropocene and geographies of geopower“, in: Handbook on the Geographies of Power, hrsg. v. Mat Coleman u. John Agnew, Edward Elgar Publishing, 2018, 203–216.
- Mit Nigel Clark: „Queer Fire: Ecology, Combustion and Pyrosexual Desire“, in: Feminist Review, 118, 2018.
- „Epochal Aesthetics: Affectual Infrastructures of the Anthropocene“, in: e-flux, 2017.
- „Queer Coal: Genealogies in/of the Blood“, in: philoSOPHIA, 5, 2015, 203–229.
- Mit Nigel Clark: „Combustion and Society: A Fire-Centred History of Energy Use“, in: Theory, Culture and Society, 31, 2014, 203–226.